# Steyr IWS 2000
Steyr AMR / IWS 2000 — высокоточное (снайперское) крупнокалиберное гладкоствольное ружьё, предназначенное для уничтожения легкобронированной техники на значительном расстоянии (до 2500 м).
IWS 2000 является оригинальной системой оружия и отличается от всех снайперских винтовок тем, что имеет не нарезной, а гладкий ствол, так что, строго говоря, данная система представляет собой не винтовку, а ружье. Поэтому в качестве боеприпаса для него применяется не пуля, а разработанный специально для него не имеющий аналогов подкалиберный сверхмощный патрон калибра 15.2 мм Steyr APFSDS, пуля которого фактически является бронебойным подкалиберным оперённым снарядом. Длина патрона 207 мм. Непосредственно боевая часть снаряда представляет собой оперённую иглу из карбида вольфрама или обеднённого урана, массой 20 г. На дистанции 1000 м эта игла способна пробить 40 мм гомогенной катаной брони с большим запреградным воздействием. При этом, благодаря хорошим аэродинамическим характеристикам и огромной для пули скорости, игла обладает очень настильной траекторией и в полёте на дальность в 1 км не поднимается более, чем на 800 мм над прицельной линией. Кроме того, очень высокая скорость пули снижает смещение траектории из-за воздействия бокового ветра.
Корпус ружья целиком изготовлен из сверхпрочных полимеров с целью снижения веса и увеличения мобильности. Ствол ружья сделан легкоотделяемым для укладки в портативный переносной саквояж.
Ружьё комплектуется оптическим прицелом. Выпускалось австрийской фирмой Steyr-Mannlicher AG.

## Конструкция и принцип действия
Оружие выполнено в конфигурации булл-пап, коробчатый магазин ёмкостью пять патронов вставляется справа под углом к горизонтали (примерно 45 градусов вниз). Автоматика работает за счёт отдачи ствола с длинным ходом. После выстрела сцеплённые ствол и затвор отходят на длину около 200 мм, после этого затвор поворачивается и расцепляется со стволом, встаёт на задержку, а ствол возвращается в переднее положение. При этом движении стреляная гильза освобождается и удаляется из оружия специальным механизмом, после чего затвор освобождается и движется вперёд, досылая в патронник следующий патрон. Ствол движется по оси кожуха гидропневматического тормоза отката, подобного тому, который обычно используется в артиллерийских орудиях. Он в сочетании с высокоэффективным дульным тормозом гасит значительную долю энергии отдачи и делает оружие весьма удобным в стрельбе. Кроме того, откат ствола в момент выстрела до вылета пули способствует повышению точности стрельбы.
На оружии имеются сошки и регулируемая третья задняя опора. Ружьё снабжено неавтоматическим предохранителем, флажок которого имеет две позиции и находится на левой стороне ствольной коробки. В стандартном варианте ружьё имеет оптический прицел кратностью 10х, но также возможна установка других оптических и ночных прицелов.